# Čerhov
Čerhov (bis 1948 slowakisch „Čergov“; ungarisch Csörgő) ist eine Gemeinde im Osten der Slowakei mit 754 Einwohnern (Stand 31. Dezember 2024), die zum Okres Trebišov, einem Kreis des Košický kraj, gehört. Sie ist Teil der traditionellen Landschaft Zemplín.

## Geographie
Die Gemeinde befindet sich im südwestlichen Teil des Ostslowakischen Tieflands, zwischen dem Kleingebirge Zemplínske vrchy im Osten und dem Flüsschen Roňava an der Staatsgrenze zu Ungarn im Westen. Oberhalb des Ortes erstrecken sich mehrere Weingärten im slowakischen Tokajer Weingebiet. Das Ortszentrum liegt auf einer Höhe von 123 m n.m. und ist 21 Kilometer von Trebišov entfernt.
Nachbargemeinden sind Luhyňa im Norden, Veľká Tŕňa im Nordosten und Osten, Malá Tŕňa im Südosten und Süden und Alsóregmec (H) im Westen.

## Geschichte
Čerhov wurde zum ersten Mal 1076 (nach älteren Quellen erst 1329) schriftlich erwähnt. Das Dorf lag in der Herrschaft der Burg Tokaj, 1398 war es Besitz des Landadels und war zwischen dem 14. und 16. Jahrhundert Gut der Gutsherren aus Tolcsva, Tŕňa, Cejkov und Úpor. 1557 wurden acht Porta verzeichnet. Ab der zweiten Hälfte des 17. Jahrhunderts entvölkerte sich der Ort.
1720 gab es drei Haushalte, 1828 zählte man 60 Häuser und 496 Einwohner, die als Küfer, Landwirte, Schilfer und Winzer tätig waren. Sie nahmen am Ostslowakischen Bauernaufstand von 1831 teil. Die Ortsgüter waren im 19. Jahrhundert Besitz der Familien Vay und Sennyey sowie bis zum 20. Jahrhundert des Geschlechts Széchenyi. Von 1900 bis 1910 wanderten viele Einwohner aus.
Bis 1918/1919 gehörte der im Komitat Semplin liegende Ort zum Königreich Ungarn und kam danach zur Tschechoslowakei beziehungsweise heutigen Slowakei. In der Zeit der ersten tschechoslowakischen Republik war Čerhov ein von der Landwirtschaft und vom Weinbau geprägtes Dorf. Auf Grund des Ersten Wiener Schiedsspruchs war der Ort von 1938 bis 1944 noch einmal Teil Ungarns.

## Bevölkerung
| Jahr                | 1994 | 2004     | 2014    | 2024    |
| ------------------- | ---- | -------- | ------- | ------- |
| Anzahl der Personen | 671  | 819      | 765     | 754     |
| Unterschied         |      | +22,05 % | −6,59 % | −1,43 % |

| Jahr                | 2023 | 2024 |
| ------------------- | ---- | ---- |
| Anzahl der Personen | 754  | 754  |
| Unterschied         |      | +0 % |

Nach der Volkszählung 2011 wohnten in Čerhov 819 Einwohner, davon 764 Slowaken, acht Magyaren, sieben Tschechen, drei Roma und ein Russine. Ein Einwohner gab eine andere Ethnie an und 35 Einwohner machten keine Angabe zur Ethnie.
477 Einwohner bekannten sich zur römisch-katholischen Kirche, 240 Einwohner zur griechisch-katholischen Kirche, 18 Einwohner zur reformierten Kirche, vier Einwohner zur orthodoxen Kirche, zwei Einwohner zur Evangelischen Kirche A. B. und ein Einwohner zu den Zeugen Jehovas. Ein Einwohner bekannte sich zu einer anderen Konfession, 26 Einwohner waren konfessionslos und bei 50 Einwohnern wurde die Konfession nicht ermittelt.

## Bauwerke und Denkmäler
- römisch-katholische Kirche Mariä Geburt im spätklassizistischen Stil aus dem Jahr 1858[6]

## Verkehr

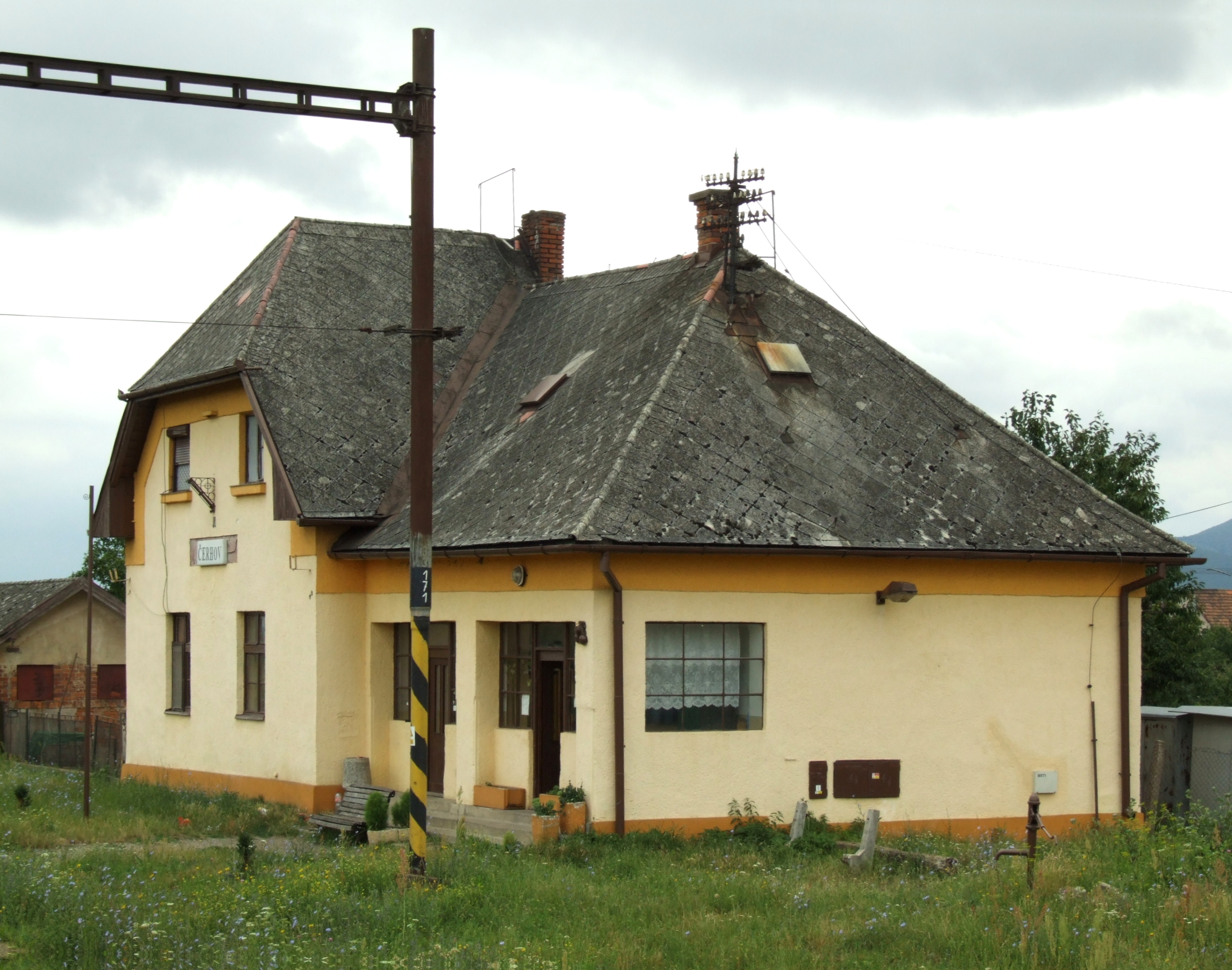
Haltestelle Čerhov

Durch Čerhov führt die Cesta I. triedy 79 („Straße 1. Ordnung“) zwischen Trebišov und Slovenské Nové Mesto und ist der Startpunkt der Cesta III. triedy 3680 („Straße 3. Ordnung“) nach Veľká Tŕňa und Malá Tŕňa. Der Ort hat eine Haltestelle an der Bahnstrecke Čierna nad Tisou–Košice.